# 서카방고주

서카방고 주의 위치

서카방고주(영어: Kavango West)는 나미비아 북동부에 위치한 주로 주도는 은쿠렌쿠루이다. 2013년 카방고 주에서 분리되어 신설되었다. 북쪽으로는 앙골라 쿠안두쿠방구주와 접하며 동쪽으로는 동카방고 주, 남쪽으로는 오초존주파 주, 서쪽으로는 오시코토 주, 북서쪽으로는 오항궤나 주와 접한다. 8개 선거구로 나뉜다.